# گالووی (نیوجرسی)
گالووی (به انگلیسی: Galloway Township) شهری در ایالت نیوجرسی کشور ایالات متحده آمریکا است که جمعیت آن در سرشماری سال ۲۰۱۰ میلادی، ۳۷٬۳۴۹ نفر بوده‌است.